# ديروين كيتشن
ديروين كيتشن (بالإنجليزية: Derwin Kitchen)‏ مواليد 14 مايو 1986 في جاكسونفيل، هو لاعب كرة سلة أمريكي. بدأ مسيرته الاحترافية في سنة 2011. يحمل الرقم 2. يبلغ طوله 6 قدم 4 بوصة (1.9 م).

## المسيرة الاحترافية
لعب مع نادي باناثينايكوس لكرة السلة في سنة 2012، ثم لعب مع نانسي باسكت في الدوري الفرنسي في سنة 2015، ثم لعب مع طرابزون سبور لكرة السلة في الدوري التركي في سنة 2016.

## روابط خارجية
- ديروين كيتشن على موقع الدوري الأوروبي لكرة السلة (الإنجليزية)
- ديروين كيتشن على موقع كرة السلة الأوروبية.كوم (الإنجليزية)
- ديروين كيتشن على موقع DraftExpress.com (الإنجليزية)
- ديروين كيتشن على موقع كلية كرة السلة في سبورتس رفرنس.كوم (الإنجليزية)
- ديروين كيتشن على موقع ريلجم (الإنجليزية)
- ديروين كيتشن على موقع بروبوليرز (الإنجليزية)
- ديروين كيتشن على موقع سبورتس رفرنس (الإنجليزية)